# Elisa Cardona Ollé
Elisa Cardona Ollé (Pradell, 15 de agosto de 1917 - Tarragona, 22 de abril de 1939) fue la única mujer española ejecutada por el Franquismo en Tarragona. Tenía 21 años y fue una de las diecisiete republicanas sometidas a consejo de guerra sumarísimo y fusiladas en Cataluña.

## Biografía
Residente en el pueblo de Dosaiguas en la comarca del Bajo Campo, trabajaba de camarera en el Hotel Nacional de Tarragona. Terminada la guerra civil con la derrota del Ejército Popular de la República, fue denunciada y acusada sin pruebas convincentes de tener relación con los hechos ocurridos el 18 de septiembre de 1936, cuando un comando de las milicias de la Federación Anarquista Ibérica (FAI) irrumpió en el Hotel y se llevó al dueño Andrés Alfonso Vallespín, cinco religiosos que tenía acogidos y dos clientes (padre e hijo) de derechas, que aparecieron muertos a las pocas horas en la carretera de Barcelona.
Detenida y encarcelada, Cardona Ollé siempre se declaró inocente, pero fue sometida a un consejo de guerra sumarísimo y pasada por las armas en la Montaña de la Oliva el día 22 de abril de 1939 a las cinco y media de la mañana, junto con 22 personas más. La familia se enteró de la ejecución por unos vecinos que leyeron la noticia en el Diario Español de Tarragona.

## Reconocimientos
La ciudad de Tarragona y el Memorial Democrático de Cataluña han dignificado el espacio y homenajeado a los fusilados de la Montaña de la Oliva. La memoria de Cardona Ollé ha sido recuperada y glosada por historiadores y colectivos feministas.